# Listă de filme americane din 1925
Aceasta este o listă de filme americane din 1925:

## A
| Titlu                 | Regizor(i)                  | Actori                                            | Gen            | Note           |
| --------------------- | --------------------------- | ------------------------------------------------- | -------------- | -------------- |
| Accused               | Dell Henderson              | Marcella Daly, Eric Mayne                         | Drama          | Independent    |
| The Ace of Clubs      | J. P. McGowan               | Al Hoxie, Peggy Montgomery                        | Western        | Rayart         |
| Ace of Spades         | Henry MacRae                | William Desmond, Mary McAllister                  | Adventure      | Universal      |
| Adventure             | Victor Fleming              | Tom Moore, Pauline Starke                         | Adventure      | Paramount      |
| The Adventurous Sex   | Charles Giblyn              | Clara Bow, Herbert Rawlinson                      | Romance        | Independent    |
| After Business Hours  | Malcolm St. Clair           | Elaine Hammerstein, Lou Tellegen, Phyllis Haver   | Drama          | Columbia       |
| The Air Mail          | Irvin Willat                | Warner Baxter, Billie Dove, Douglas Fairbanks Jr. | Drama          | Paramount      |
| Alias Mary Flynn      | Ralph Ince                  | Evelyn Brent, Malcolm McGregor                    | Drama          | FBO            |
| All Around Frying Pan | David Kirkland              | Fred Thomson, Clara Horton                        | Western        | FBO            |
| American Pluck        | Richard Stanton             | George Walsh, Wanda Hawley                        | Sports         | Independent    |
| The Ancient Highway   | Irvin Willat                | Jack Holt, Billie Dove, Montagu Love              | Adventure      | Paramount      |
| The Ancient Mariner   | Henry Otto, Chester Bennett | Clara Bow, Gladys Brockwell                       | Drama          | Fox Film       |
| Any Woman             | Henry King                  | Alice Terry, Donald Reed                          | Drama          | Paramount      |
| Are Parents People?   | Malcolm St. Clair           | Betty Bronson, Florence Vidor                     | Comedy         | Paramount      |
| The Arizona Romeo     | Edmund Moritimer            | Buck Jones, Lucy Fox                              | Western comedy | Fox Film       |
| As Man Desires        | Irving Cummings             | Viola Dana, Milton Sills                          | Adventure      | First National |
| The Awful Truth       | Paul Powell                 | Agnes Ayres, Warner Baxter                        | Drama          | PDC            |

## B
| Titlu                         | Regizor(i)          | Actori                                                       | Gen        | Note           |
| ----------------------------- | ------------------- | ------------------------------------------------------------ | ---------- | -------------- |
| Back to Life                  | Whitman Bennett     | Patsy Ruth Miller, David Powell                              | Drama      | Pathé Exchange |
| Bad Company                   | Edward H. Griffith  | Madge Kennedy, Bigelow Cooper                                | Drama      | Pathé Exchange |
| The Bad Lands                 | Dell Henderson      | Harry Carey, Wilfred Lucas                                   | Western    | PDC            |
| The Bandit's Baby             | James P. Hogan      | Fred Thomson, Helen Foster                                   | Western    | FBO            |
| The Bandit Tamer              | J. P. McGowan       | Franklyn Farnum, Marguerite Clayton                          | Western    | Independent    |
| Baree, Son of Kazan           | David Smith         | Anita Stewart, Donald Keith                                  | Adventure  | Vitagraph      |
| Barriers Burned Away          | W. S. Van Dyke      | Mabel Ballin, Frank Mayo                                     | Drama      | Pathé Exchange |
| Barriers of the Law           | J. P. McGowan       | Helen Holmes, William Desmond                                | Crime      | Independent    |
| Bashful Buccaneer             | Harry Joe Brown     | Reed Howes, Dorothy Dwan                                     | Comedy     | Rayart         |
| The Beautiful City            | Kenneth Webb        | Richard Barthelmess, Dorothy Gish, William Powell            | Crime      | First National |
| Beauty and the Bad Man        | William Worthington | Mabel Ballin, Forrest Stanley                                | Western    | PDC            |
| Before Midnight               | John G. Adolfi      | William Russell, Barbara Bedford                             | Drama      | Independent    |
| Beggar on Horseback           | James Cruze         | Edward Everett Horton, Esther Ralston                        | Comedy     | Paramount      |
| Below the Line                | Herman C. Raymaker  | John Harron, June Marlowe                                    | Adeventure | Warner Bros.   |
| Ben-Hur: A Tale of the Christ | Fred Niblo          | Ramón Novarro, Francis X. Bushman, May McAvoy, Betty Bronson | Epic       | MGM            |
| The Best Bad Man              | John G. Blystone    | Tom Mix, Clara Bow                                           | Western    | Fox Film       |
| The Best People               | Sidney Olcott       | Warner Baxter, Esther Ralston                                | Comedy     | Paramount      |
| Beyond the Border             | Scott R. Dunlap     | Harry Carey, Mildred Harris                                  | Western    | PDC            |
| Big Pal                       | John G. Adolfi      | William Russell, Julanne Johnston                            | Drama      | Independent    |
| The Big Parade                | King Vidor          | John Gilbert, Renée Adorée                                   | War        | MGM            |
| The Big Stunt                 | Charles R. Seeling  | Guinn "Big Boy" Williams, Kathleen Collins                   | Western    | Independent    |
| Billy the Kid                 | J. P. McGowan       | Franklyn Farnum, Dorothy Wood                                | Western    | Independent    |
| Black Cyclone                 | Fred Jackman        | Guinn "Big Boy" Williams, Kathleen Collins                   | Western    | Pathé Exchange |
| Blood and Steel               | J. P. McGowan       | Helen Holmes, William Desmond                                | Western    | Independent    |
| The Bloodhound                | William James Craft | Bob Custer, Mary Beth Milford                                | Western    | FBO            |
| Blue Blood                    | Scott R. Dunlap     | George Walsh, Philo McCullough                               | Drama      | Independent    |
| Bobbed Hair                   | Alan Crosland       | Marie Prevost, Louise Fazenda                                | Comedy     | Warner Bros.   |
| The Boomerang                 | Louis J. Gasnier    | Anita Stewart, Bert Lytell                                   | Comedy     | Independent    |
| Border Intrigue               | J. P. McGowan       | Franklyn Farnum, Dorothy Wood                                | Western    | Independent    |
| Border Justice                | B. Reeves Eason     | Bill Cody, Nola Luxford                                      | Western    | Independent    |
| Border Vengeance              | Harry S. Webb       | Jack Perrin, Josephine Hill                                  | Western    | Rayart         |
| Borrowed Finery               | Oscar Apfel         | Louise Lorraine, Ward Crane                                  | Drama      | Tiffany        |
| Braveheart                    | Alan Hale           | Rod La Rocque                                                | Western    | PDC            |
| The Bridge of Sighs           | Phil Rosen          | Dorothy Mackaill, Creighton Hale                             | Drama      | Warner Bros.   |
| Bright Lights                 | Robert Z. Leonard   | Charles Ray, Pauline Starke, Lilyan Tashman                  | Drama      | MGM            |
| A Broadway Butterfly          | William Beaudine    | Dorothy Devore, Louise Fazenda                               | Comedy     | Warner Bros.   |
| Broadway Lady                 | Wesley Ruggles      | Evelyn Brent, Theodore von Eltz, Margerie Bonner             | Drama      | FBO            |
| The Burning Trail             | Arthur Rosson       | William Desmond, Albert J. Smith                             | Western    | Universal      |
| The Business of Love          | Irving Reis         | Edward Everett Horton, Barbara Bedford, Zasu Pitts           | Comedy     | Independent    |
| Bustin' Thru                  | Clifford Smith      | Jack Hoxie, Helen Lynch                                      | Western    | Universal      |

## C
| Titlu                        | Regizor(i)           | Actori                                            | Gen               | Note           |
| ---------------------------- | -------------------- | ------------------------------------------------- | ----------------- | -------------- |
| Cactus Trails                | Harry S. Webb        | Jack Perrin, Alma Rayford                         | Western           | Independent    |
| The Calgary Stampede         | Herbert Blaché       | Hoot Gibson, Virginia Brown Faire                 | Western           | Universal      |
| California Straight Ahead    | Harry A. Pollard     | Reginald Denny, Gertrude Olmstead                 | Sports            | Universal      |
| The Call of Courage          | Clifford Smith       | Art Acord, Olive Hasbrouck                        | Western           | Universal      |
| Camille of the Barbary Coast | Hugh Dierker         | Mae Busch, Owen Moore                             | Drama             | Independent    |
| The Champion of Lost Causes  | Chester Bennett      | Edmund Lowe, Barbara Bedford                      | Drama             | Fox Film       |
| Charley's Aunt               | Scott Sidney         | Syd Chaplin, Ethel Shannon                        | Comedy            | Columbia       |
| The Charmer                  | Sidney Olcott        | Pola Negri, Robert Frazer                         | Drama             | Paramount      |
| Cheaper to Marry             | Robert Z. Leonard    | Conrad Nagel, Lewis Stone, Marguerite De La Motte | Drama             | MGM            |
| Chickie                      | John Francis Dillon  | Dorothy Mackaill, John Bowers, Hobart Bosworth    | Drama             | First National |
| Children of the Whirlwind    | Whitman Bennett      | Lionel Barrymore, Marguerite De La Motte          | Drama             | Independent    |
| The Circle                   | Frank Borzage        | Eleanor Boardman, Malcolm McGregor                | Romance Drama     | MGM            |
| The Circus Cyclone           | Albert S. Rogell     | Art Acord, Cesare Gravina                         | Western           | Universal      |
| The Clash of the Wolves      | Noel M. Smith        | Charles Farrell, June Marlowe                     | Adventure         | Warner Bros.   |
| Classified                   | Alfred Santell       | Corinne Griffith, Jack Mulhall                    | Drama             | First National |
| Clothes Make the Pirate      | Maurice Tourneur     | Leon Errol, Dorothy Gish, Nita Naldi              | Historical comedy | First National |
| The Cloud Rider              | Bruce M. Mitchell    | Al Wilson, Virginia Lee Corbin                    | Adventure         | FBO            |
| The Coast of Folly           | Allan Dwan           | Gloria Swanson, Alec B. Francis                   | Drama             | Paramount      |
| Cobra                        | Joseph Henabery      | Rudolph Valentino, Nita Naldi                     | Drama             | Paramount      |
| Code of the West             | William K. Howard    | Owen Moore, Constance Bennett, Mabel Ballin       | Western           | Paramount      |
| The Coming of Amos           | Paul Sloane          | Rod La Rocque, Jetta Goudal, Noah Beery           | Romance           | PDC            |
| Coming Through               | A. Edward Sutherland | Thomas Meighan, Wallace Beery and Lila Lee        | Drama             | Paramount      |
| Compromise                   | Alan Crosland        | Irene Rich, Clive Brook, Louise Fazenda           | Drama             | Warner Bros.   |
| Confessions of a Queen       | Victor Sjostrom      | Alice Terry, Lewis Stone                          | Drama             | MGM            |
| Contraband                   | Alan Crosland        | Lois Wilson, Noah Beery                           | Drama             | Paramount      |
| Counsel for the Defense      | Burton L. King       | Jay Hunt, Betty Compson, House Peters             | Drama             | Independent    |
| The Cowboy Musketeer         | Robert De Lacey      | Tom Tyler, Frankie Darro                          | Western           | FBO            |
| Crack o' Dawn                | Albert S. Rogell     | Reed Howes, Henry A. Barrows                      | Adventure         | Rayart         |
| The Crimson Runner           | Tom Forman           | Priscilla Dean, Bernard Siegel, Alan Hale         | Drama             | PDC            |
| The Crowded Hour             | E. Mason Hopper      | Bebe Daniels, Kenneth Harlan                      | Drama             | Paramount      |
| Cyclone Cavalier             | Albert S. Rogell     | Reed Howes, Carmelita Geraghty                    | Western           | Rayart         |

## D
| Titlu                     | Regizor(i)         | Actori                                      | Gen             | Note           |
| ------------------------- | ------------------ | ------------------------------------------- | --------------- | -------------- |
| Daddy's Gone A-Hunting    | Frank Borzage      | Alice Joyce, Percy Marmont                  | Drama           | MGM            |
| The Dancers               | Emmett J. Flynn    | George O'Brien, Alma Rubens                 | Drama           | Fox Film       |
| The Danger Signal         | Erle C. Kenton     | Jane Novak, Dorothy Revier                  | Drama           | Columbia       |
| Dangerous Fists           | Harry S. Webb      | Jack Perrin, Nelson McDowell                | Action          | Rayart         |
| Dangerous Innocence       | William A. Seiter  | Laura La Plante, Eugene O'Brien             | Romantic comedy | Universal      |
| Daring Days               | John B. O'Brien    | Josie Sedgwick, Edward Hearn                | Western         | Universal      |
| The Dark Angel            | George Fitzmaurice | Ronald Colman, Vilma Bánky                  | Drama           | First National |
| Daughters Who Pay         | George Terwilliger | Marguerite De La Motte, John Bowers         | Drama           | Independent    |
| Déclassé                  | Robert G. Vignola  | Corinne Griffith, Clive Brook               | Drama           | First National |
| The Demon Rider           | Paul Hurst         | Ken Maynard, Alma Rayford                   | Western         | Independent    |
| The Denial                | Hobart Henley      | Claire Windsor, Bert Roach                  | Drama           | MGM            |
| The Desert Flower         | Irving Cummings    | Colleen Moore, Lloyd Hughes                 | Drama           | First National |
| The Desert's Price        | W. S. Van Dyke     | Buck Jones, Florence Gilbert                | Western         | Fox Film       |
| A Desperate Chance        | J. P. McGowan      | Bob Reeves, Slim Whitaker                   | Western         | Rayart         |
| The Devil's Cargo         | Victor Fleming     | Wallace Beery, Pauline Starke               | Drama           | Paramount      |
| Dick Turpin               | John G. Blystone   | Tom Mix, Philo McCullough                   | Historical      | Fox Film       |
| Dollar Down               | Tod Browning       | Ruth Roland, Henry B. Walthall              | Drama           | Independent    |
| Don Dare Devil            | Clifford Smith     | Jack Hoxie, William Welsh                   | Western         | Universal      |
| Don Q, Son of Zorro       | Donald Crisp       | Douglas Fairbanks, Mary Astor, Warner Oland | Swashbuckler    | United Artists |
| Don't                     | Alfred J. Goulding | Sally O'Neil, Bert Roach                    | Comedy          | MGM            |
| Double-Fisted             | Harry S. Webb      | Jack Perrin, Lew Meehan                     | Western         | Rayart         |
| The Dressmaker from Paris | Paul Bern          | Leatrice Joy, Ernest Torrence               | Romantic comedy | Paramount      |
| The Drug Store Cowboy     | Park Frame         | Franklyn Farnum, Jean Arthur                | Action          | Independent    |
| Drusilla with a Million   | F. Harmon Weight   | Mary Carr, Priscilla Bonner, Kenneth Harlan | Drama           | FBO            |
| Duped                     | J. P. McGowan      | William Desmond, Helen Holmes               | Western         | Independent    |
| Durand of the Bad Lands   | Lynn Reynolds      | Buck Jones, Marian Nixon                    | Western         | Fox Film       |

## E
| Titlu                   | Regizor(i)         | Actori                                    | Gen             | Note           |
| ----------------------- | ------------------ | ----------------------------------------- | --------------- | -------------- |
| The Eagle               | Clarence Brown     | Rudolph Valentino                         | Historical      | United Artists |
| East Lynne              | Emmett J. Flynn    | Alma Rubens, Edmund Lowe, Marjorie Daw    | Drama           | Fox Film       |
| East of Suez            | Raoul Walsh        | Pola Negri, Edmund Lowe                   | Drama           | Paramount      |
| Easy Money              | Al Rogell          | Cullen Landis, Mildred Harris             | Adventure       | Rayart         |
| The Empty Saddle        | Harry S. Webb      | Pete Morrison, Lew Meehan                 | Western         | Vitagraph      |
| An Enemy of Men         | Frank R. Strayer   | Dorothy Revier, Cullen Landis             | Drama           | Columbia       |
| Enticement              | George Archainbaud | Mary Astor, Clive Brook                   | Drama           | First National |
| The Everlasting Whisper | John G. Blystone   | Tom Mix, Alice Calhoun                    | Western         | Fox Film       |
| Eve's Lover             | Roy Del Ruth       | Irene Rich, Bert Lytell, Clara Bow        | Drama           | Warner Bros.   |
| Eve's Secret            | Clarence G. Badger | Betty Compson, Jack Holt                  | Romantic comedy | Paramount      |
| Every Man's Wife        | Maurice Elvey      | Elaine Hammerstein, Herbert Rawlinson     | Drama           | Fox Film       |
| Exchange of Wives       | Hobart Henley      | Eleanor Boardman, Renée Adorée            | Drama           | MGM            |
| Excuse Me               | Alfred J. Goulding | Conrad Nagel, Norma Shearer, Renée Adorée | Comedy          | MGM            |

## F
| Titlu                 | Regizor(i)                   | Actori                                         | Gen             | Note           |
| --------------------- | ---------------------------- | ---------------------------------------------- | --------------- | -------------- |
| Faint Perfume         | Louis J. Gasnier             | Seena Owen, William Powell                     | Drama           | Independent    |
| Fangs of Fate         | Horace B. Carpenter          | Bill Patton, William Bertram                   | Western         | Chesterfield   |
| The Fate of a Flirt   | Frank R. Strayer             | Dorothy Revier, Forrest Stanley                | Romantic comedy | Columbia       |
| Fear-Bound            | William Nigh                 | Marjorie Daw, Niles Welch                      | Western         | Vitagraph      |
| The Fear Fighter      | Albert S. Rogell             | Billy Sullivan, Ruth Dwyer                     | Comedy          | Rayart         |
| The Fearless Lover    | Scott R. Dunlap              | William Fairbanks, Eva Novak                   | Drama           | Columbia       |
| Fifth Avenue Models   | Svend Gade                   | Mary Philbin, Norman Kerry                     | Drama           | Universal      |
| Fifty-Fifty           | Henri Diamant-Berger         | Hope Hampton, Lionel Barrymore, Louise Glaum   | Drama           | Independent    |
| A Fight to the Finish | B. Reeves Eason              | William Fairbanks, Phyllis Haver               | Drama           | Columbia       |
| The Fighting Demon    | Arthur Rosson                | Richard Talmadge, Lorraine Eason               | Action          | FBO            |
| Fighting Fate         | Albert S. Rogell             | Billy Sullivan, Tom McGuire                    | Sports          | Rayart         |
| The Fighting Heart    | John Ford                    | George O'Brien, Billie Dove                    | Drama           | Fox Film       |
| Fighting Luck         | J. P. McGowan                | Bob Reeves, Lew Meehan                         | Western         | Rayart         |
| The Fighting Smile    | Jay Marchant                 | Bill Cody, Jean Arthur                         | Western         | Independent    |
| Fighting the Flames   | B. Reeves Eason              | William Haines, Dorothy Devore                 | Drama           | Columbia       |
| Fighting Youth        | B. Reeves Eason              | William Fairbanks, Pauline Garon               | Action          | Columbia       |
| Fine Clothes          | John M. Stahl                | Lewis Stone, Percy Marmont, Alma Rubens        | Comedy          | First National |
| Flaming Love          | Victor Schertzinger          | Eugene O'Brien, Mae Busch                      | Western         | First National |
| Flaming Waters        | F. Harmon Weight             | Malcolm McGregor, Pauline Garon                | Action          | FBO            |
| Flashing Steeds       | Horace B. Carpenter          | Bill Patton, Merrill McCormick                 | Western         | Chesterfield   |
| Flattery              | Tom Forman                   | John Bowers, Marguerite De La Motte, Alan Hale | Drama           | Independent    |
| Flower of Night       | Paul Bern                    | Pola Negri, Warner Oland                       | Drama           | Paramount      |
| Flying Hoofs          | Clifford S. Smith            | Jack Hoxie, Bartlett Carré                     | Western         | Universal      |
| Folly of Youth        | Paul Hurst                   | Gaston Glass, Noah Beery, Gertrude Astor       | Crime           | Independent    |
| A Fool and His Money  | Erle C. Kenton               | Madge Bellamy, William Haines                  | Drama           | Columbia       |
| The Fool              | Harry F. Millarde            | Edmund Lowe, Raymond Bloomer                   | Drama           | Fox Film       |
| Forbidden Cargo       | Tom Buckingham               | Evelyn Brent, Robert Ellis                     | Drama           | FBO            |
| Forty Winks           | Paul Iribe, Frank Urson      | Raymond Griffith, Theodore Roberts             | Comedy          | Paramount      |
| The Four from Nowhere | Francis Ford                 | Peggy O'Day, Philip Ford                       | Adventure       | Independent    |
| Free to Love          | Frank O'Connor               | Clara Bow, Donald Keith                        | Drama           | Independent    |
| Friendly Enemies      | George Melford               | Jack Mulhall, Virginia Brown Faire             | Comedy          | PDC            |
| The Freshman          | Fred C. Newmeyer, Sam Taylor | Harold Lloyd                                   | Comedy          | Pathé Exchange |
| Full Speed            | Richard Thorpe               | Jay Wilsey, Slim Whitaker                      | Western         | Independent    |

## G
| Titlu                      | Regizor(i)                             | Actori                                                      | Gen              | Note           |
| -------------------------- | -------------------------------------- | ----------------------------------------------------------- | ---------------- | -------------- |
| Galloping On               | Richard Thorpe                         | Hal Taliaferro, Slim Whitaker                               | Western          | Independent    |
| Galloping Vengeance        | William James Craft                    | Bob Custer, Mary Beth Milford                               | Western          | FBO            |
| The Gambling Fool          | J. P. McGowan                          | Franklyn Farnum, Otto Meyer                                 | Western          | Independent    |
| Getting 'Em Right          | Jack Harvey                            | George Larkin, Milburn Morante                              | Action           | Rayart         |
| The Girl of Gold           | John Ince                              | Florence Vidor, Malcolm McGregor                            | Drama            | PDC            |
| The Girl on the Stairs     | William Worthington                    | Patsy Ruth Miller, Frances Raymond                          | Mystery          | PDC            |
| The Girl Who Wouldn't Work | Marcel De Sano                         | Lionel Barrymore, Marguerite De La Motte                    | Drama            | Independent    |
| Go Straight                | Frank O'Connor                         | Owen Moore, Mary Carr                                       | Drama            | Independent    |
| Go West                    | Buster Keaton                          | Buster Keaton                                               | Comedy, Western  | MGM            |
| Goat Getter                | Albert S. Rogell                       | Billy Sullivan, Kathleen Myers                              | Action           | Rayart         |
| Gold and the Girl          | Edmund Mortimer                        | Buck Jones, Elinor Fair                                     | Western          | Fox Film       |
| The Gold Rush              | Charlie Chaplin                        | Charlie Chaplin, Georgia Hale                               | Comedy adventure | United Artists |
| The Golden Bed             | Cecil B. DeMille                       | Lillian Rich, Henry B. Walthall                             | Drama            | Paramount      |
| The Golden Cocoon          | Millard Webb                           | Huntley Gordon, Helene Chadwick                             | Drama            | Warner Bros.   |
| The Golden Princess        | Clarence G. Badger                     | Betty Bronson, Neil Hamilton, Phyllis Haver                 | Western          | Paramount      |
| The Golden Strain          | Victor Schertzinger                    | Hobart Bosworth, Kenneth Harlan, Madge Bellamy              | Western          | Fox Film       |
| The Goose Hangs High       | James Cruze                            | Constance Bennett, Myrtle Stedman, Esther Ralston           | Comedy           | Paramount      |
| The Goose Woman            | Clarence Brown                         | Louise Dresser, Jack Pickford                               | Drama            | Universal      |
| Grass                      | Merian C. Cooper, Ernest B. Schoedsack | Merian C. Cooper, Ernest B. Schoedsack, Marguerite Harrison | Documentary      | Paramount      |
| Graustark                  | Dimitri Buchowetzki                    | Norma Talmadge, Eugene O'Brien                              | Romance          | First National |
| The Great Circus Mystery   | Jay Marchant                           | Joe Bonomo, Louise Lorraine                                 | Adventure        | Universal      |
| The Great Divide           | Reginald Barker                        | Alice Terry, Conway Tearle, Wallace Beery                   | Drama            | MGM            |
| The Great Love             | Marshall Neilan                        | Robert Agnew, Viola Dana, ZaSu Pitts                        | Comedy           | MGM            |
| The Great Sensation        | Jay Marchant                           | William Fairbanks, Pauline Garon                            | Drama            | Columbia       |
| Greater Than a Crown       | Roy William Neill                      | Edmund Lowe, Dolores Costello                               | Romance          | Fox Film       |
| Grounds for Divorce        | Paul Bern                              | Florence Vidor, Matt Moore                                  | Comedy           | Paramount      |

## H
| Titlu                    | Regizor(i)          | Actori                                           | Gen     | Note           |
| ------------------------ | ------------------- | ------------------------------------------------ | ------- | -------------- |
| The Half-Way Girl        | John Francis Dillon | Doris Kenyon, Lloyd Hughes                       | Drama   | First National |
| The Handsome Brute       | Robert Eddy         | William Fairbanks, Virginia Lee Corbin           | Drama   | Columbia       |
| The Happy Warrior        | J. Stuart Blackton  | Malcolm McGregor, Alice Calhoun                  | Drama   | Vitagraph      |
| Havoc                    | Rowland V. Lee      | Madge Bellamy, George O'Brien                    | Drama   | Fox Film       |
| Head Winds               | Herbert Blaché      | House Peters, Patsy Ruth Miller                  | Drama   | Universal      |
| Heads Up                 | Harry Garson        | Maurice "Lefty" Flynn, Kathleen Myers            | Comedy  | FBO            |
| Headlines                | Edward H. Griffith  | Alice Joyce, Malcolm McGregor                    | Crime   | Pathé Exchange |
| Heart of a Siren         | Phil Rosen          | Barbara La Marr, Conway Tearle                   | Romance | First National |
| Heartless Husbands       | Bertram Bracken     | John T. Prince, Gloria Grey                      | Drama   | Independent    |
| Hearts and Spurs         | W. S. Van Dyke      | Buck Jones, Carole Lombard                       | Western | Fox Film       |
| Heir-Loons               | Grover Jones        | Wallace MacDonald, Edith Roberts                 | Comedy  | Pathé Exchange |
| Hell's Highroad          | Rupert Julian       | Leatrice Joy, Edmund Burns                       | Drama   | PDC            |
| Her Husband's Secret     | Frank Lloyd         | Antonio Moreno, Patsy Ruth Miller, Ruth Clifford | Drama   | First National |
| Her Market Value         | Paul Powell         | Agnes Ayres, Anders Randolf, Hedda Hopper        | Drama   | PDC            |
| Her Sister from Paris    | Sidney Franklin     | Constance Talmadge, Ronald Colman                | Comedy  | First National |
| Hidden Loot              | Robert N. Bradbury  | Jack Hoxie, Olive Hasbrouck                      | Western | Universal      |
| High and Handsome        | Harry Garson        | Maurice "Lefty" Flynn, Ethel Shannon             | Drama   | FBO            |
| His Buddy's Wife         | Tom Terriss         | Glenn Hunter, Edna Murphy                        | Drama   | Independent    |
| His Majesty, Bunker Bean | Harry Beaumont      | Matt Moore, Dorothy Devore                       | Comedy  | Warner Bros.   |
| His Master's Voice       | Renaud Hoffman      | George Hackathorne, Marjorie Daw                 | War     | Independent    |
| His People               | Edward Sloman       | Rudolph Schildkraut, Rosa Rosanova               | Drama   | Universal      |
| His Secretary            | Hobart Henley       | Norma Shearer, Lew Cody                          | Comedy  | MGM            |
| His Supreme Moment       | George Fitzmaurice  | Blanche Sweet, Ronald Colman                     | Drama   | First National |
| Hogan's Alley            | Roy Del Ruth        | Monte Blue, Patsy Ruth Miller                    | Comedy  | Warner Bros.   |
| The Home Maker           | King Baggot         | Alice Joyce, Clive Brook                         | Drama   | Universal      |
| How Baxter Butted In     | William Beaudine    | Dorothy Devore, Matt Moore                       | Comedy  | Warner Bros.   |
| The Human Tornado        | Ben F. Wilson       | Yakima Canutt, Bert Sprotte                      | Western | FBO            |
| The Hunted Woman         | Jack Conway         | Seena Owen, Earl Schenck                         | Drama   | Fox Film       |
| The Hurricane Horseman   | Robert Eddy         | Hal Taliaferro, Jean Arthur                      | Western | Independent    |
| The Hurricane Kid        | Edward Sedgwick     | Hoot Gibson, Marian Nixon                        | Western | Universal      |

## I
| Titlu                  | Regizor(i)          | Actori                                       | Gen          | Note           |
| ---------------------- | ------------------- | -------------------------------------------- | ------------ | -------------- |
| I Want My Man          | Lambert Hillyer     | Doris Kenyon, Milton Sills, Phyllis Haver    | Romance      | First National |
| If I Marry Again       | John Francis Dillon | Doris Kenyon, Lloyd Hughes                   | Drama        | First National |
| If Marriage Fails      | John Ince           | Jacqueline Logan, Clive Brook, Jean Hersholt | Drama        | FBO            |
| I'll Show You the Town | Harry A. Pollard    | Reginald Denny, Marian Nixon                 | Comedy       | Universal      |
| In the Name of Love    | Howard Higgin       | Ricardo Cortez, Greta Nissen, Wallace Beery  | Comedy       | Paramount      |
| Infatuation            | Irving Cummings     | Corinne Griffith, Percy Marmont              | Drama        | First National |
| Introduce Me           | George J. Crone     | Douglas MacLean, Anne Cornwall               | Comedy       | Independent    |
| Irish Luck             | Victor Heerman      | Thomas Meighan, Lois Wilson                  | Comedy drama | Paramount      |
| The Isle of Hope       | Jack Nelson         | Richard Talmadge, Helen Ferguson             | Action       | FBO            |

## J
| Titlu                    | Regizor(i)      | Actori                                            | Gen       | Note           |
| ------------------------ | --------------- | ------------------------------------------------- | --------- | -------------- |
| Jimmie's Millions        | James P. Hogan  | Richard Talmadge, Betty Francisco                 | Adventure | FBO            |
| Joanna                   | Edwin Carewe    | Dorothy Mackaill, Paul Nicholson, Dolores del Río | Comedy    | First National |
| Just a Woman             | Irving Cummings | Claire Windsor, Conway Tearle                     | Drama     | First National |
| Justice of the Far North | Norman Dawn     | Arthur Jasmine, Marcia Manon                      | Adventure | Columbia       |

## K
| Titlu                   | Regizor(i)        | Actori                                       | Gen             | Note           |
| ----------------------- | ----------------- | -------------------------------------------- | --------------- | -------------- |
| Keep Smiling            | Albert Austin     | Monty Banks, Robert Edeson, Anne Cornwall    | Comedy          | Independent    |
| The Keeper of the Bees  | James Leo Meehan  | Robert Frazer, Clara Bow                     | Drama           | FBO            |
| Kentucky Pride          | John Ford         | Henry B. Walthall, Gertrude Astor            | Drama           | Fox Film       |
| The King on Main Street | Monta Bell        | Bessie Love, Adolphe Menjou                  | Romantic comedy | Paramount      |
| The Kiss Barrier        | Roy William Neill | Edmund Lowe, Claire Adams                    | Romance         | Fox Film       |
| A Kiss for Cinderella   | Herbert Brenon    | Betty Bronson, Tom Moore                     | Fantasy         | Paramount      |
| A Kiss in the Dark      | Frank Tuttle      | Adolphe Menjou, Aileen Pringle, Lillian Rich | Comedy          | Paramount      |
| Kiss Me Again           | Ernst Lubitsch    | Marie Prevost, Monte Blue                    | Romantic comedy | Warner Bros.   |
| The Knockout Kid        | Albert S. Rogell  | Jack Perrin, Eva Thatcher                    | Western         | Rayart         |
| The Knockout            | Lambert Hillyer   | Milton Sills, Harry Cording                  | Sports          | First National |

## L
| Titlu                       | Regizor(i)                   | Actori                                              | Gen                | Note           |
| --------------------------- | ---------------------------- | --------------------------------------------------- | ------------------ | -------------- |
| The Lady                    | Frank Borzage                | Norma Talmadge, Wallace MacDonald                   | Drama              | First National |
| Lady of the Night           | Monta Bell                   | Norma Shearer, Malcolm McGregor                     | Romance            | MGM            |
| Lady Robinhood              | Ralph Ince                   | Evelyn Brent, Robert Ellis                          | Drama              | FBO            |
| Lady Windermere's Fan       | Ernst Lubitsch               | Ronald Colman, May McAvoy                           | Comedy             | Warner Bros.   |
| The Lady Who Lied           | Edwin Carewe                 | Virginia Valli, Nita Naldi, Lewis Stone             | Drama              | First National |
| The Last Edition            | Emory Johnson                | Ralph Lewis, Lila Leslie, Ray Hallor                | Drama              | FBO            |
| The Lawful Cheater          | Frank O'Connor               | Clara Bow, Raymond McKee                            | Crime              | Independent    |
| Lazybones                   | Frank Borzage                | Madge Bellamy, Buck Jones, ZaSu Pitts               | Romance            | Fox Film       |
| Learning to Love            | Sidney Franklin              | Constance Talmadge, Antonio Moreno                  | Romance            | First National |
| Lena Rivers                 | Whitman Bennett              | Gladys Hulette, Earle Williams                      | Drama              | Independent    |
| Let 'er Buck                | Edward Sedgwick              | Hoot Gibson, Marian Nixon                           | Western            | Universal      |
| Let Women Alone             | Paul Powell                  | Pat O'Malley, Wanda Hawley, Wallace Beery           | Comedy             | PDC            |
| Let's Go, Gallagher         | Robert De Lacey, James Gruen | Tom Tyler, Olin Francis                             | Western            | FBO            |
| Lightnin'                   | John Ford                    | Jay Hunt, Wallace MacDonald                         | Comedy             | Fox Film       |
| Lights of Old Broadway      | Monta Bell                   | Marion Davies, Conrad Nagel                         | Drama              | MGM            |
| The Light of Western Stars  | William K. Howard            | Jack Holt, Billie Dove, Noah Beery                  | Western            | Paramount      |
| Lillies of the City         | Joseph Levering              | Virginia Lee Corbin, Wheeler Oakman                 | Drama              | FBO            |
| The Limited Mail            | George Hill                  | Monte Blue, Vera Reynolds                           | Drama              | Warner Bros.   |
| Little Annie Rooney         | William Beaudine             | Mary Pickford, William Haines                       | Drama              | United Artists |
| The Little French Girl      | Herbert Brenon               | Mary Brian, Maurice de Canonge                      | Drama              | Paramount      |
| A Little Girl in a Big City | Burton L. King               | Gladys Walton, Niles Welch                          | Drama              | Independent    |
| The Live Wire               | Charles Hines                | Johnny Hines, Edmund Breese                         | Comedy             | First National |
| Locked Doors                | William C. deMille           | Betty Compson, Theodore von Eltz                    | Romance            | Paramount      |
| Lord Jim                    | Victor Fleming               | Percy Marmont, Shirley Mason, Noah Beery Sr.        | Adventure          | Paramount      |
| Lorraine of the Lions       | Edward Sedgwick              | Norman Kerry, Patsy Ruth Miller                     | Adventure          | Universal      |
| Lost: A Wife                | William C. deMille           | Adolphe Menjou, Greta Nissen                        | Comedy             | Paramount      |
| The Lost Chord              | Wilfred Noy                  | David Powell, Alice Lake                            | Drama              | Independent    |
| The Lost Express            | J. P. McGowan                | Helen Holmes, Jack Mower                            | Mystery            | Rayart         |
| The Lost World              | Harry Hoyt                   | Bessie Love, Wallace Beery.                         | Fantasy, Adventure | First National |
| The Love Gamble             | Edward LeSaint               | Lillian Rich, Robert Frazer, Pauline Garon          | Drama              | Independent    |
| The Love Hour               | Herman C. Raymaker           | Huntley Gordon, Louise Fazenda                      | Drama              | Vitagraph      |
| Lovers in Quarantine        | Frank Tuttle                 | Bebe Daniels, Alfred Lunt                           | Comedy             | Paramount      |
| A Lover's Oath              | Ferdinand P. Earle           | Ramon Novarro, Kathleen Key                         | Romance            | Independent    |
| The Lucky Devil             | Frank Tuttle                 | Richard Dix, Esther Ralston                         | Comedy drama       | Paramount      |
| The Lucky Horseshoe         | John G. Blystone             | Tom Mix, Billie Dove                                | Western            | Fox Film       |
| The Lure of the Wild        | Frank R. Strayer             | Jane Novak, Alan Roscoe                             | Thriller           | Columbia       |
| Lying Wives                 | Ivan Abramson                | Clara Kimball Young, Richard Bennett, Madge Kennedy | Drama              | Independent    |

## M
| Titlu                        | Regizor(i)           | Actori                                               | Gen                | Note           |
| ---------------------------- | -------------------- | ---------------------------------------------------- | ------------------ | -------------- |
| The Mad Marriage             | Frank P. Donovan     | Rosemary Davies, Maurice Costello                    | Drama              | Independent    |
| The Mad Whirl                | William A. Seiter    | May McAvoy, Jack Mulhall                             | Drama              | Universal      |
| Madame Behave                | Scott Sidney         | Julian Eltinge, Ann Pennington                       | Comedy             | PDC            |
| Madame Sans-Gêne             | Léonce Perret        | Gloria Swanson, Madeleine Guitty, Warwick Ward       | Historical romance | Paramount      |
| The Making of O'Malley       | Lambert Hillyer      | Milton Sills, Dorothy Mackaill                       | Drama              | First National |
| Man and Maid                 | Victor Schertzinger  | Lew Cody, Renée Adorée                               | Drama              | MGM            |
| The Man from Red Gulch       | Edmund Mortimer      | Harry Carey, Harriet Hammond                         | Western            | PDC            |
| The Man in Blue              | Edward Laemmle       | Herbert Rawlinson, Madge Bellamy                     | Drama              | Universal      |
| A Man Must Live              | Paul Sloane          | Richard Dix, Jacqueline Logan                        | Adventure          | Paramount      |
| A Man of Iron                | Whitman Bennett      | Lionel Barrymore, Mildred Harris                     | Drama              | Independent    |
| A Man of Nerve               | Louis Chaudet        | Bob Custer, Jean Arthur                              | Western            | FBO            |
| The Man on the Box           | Charles Reisner      | Sydney Chaplin, Alice Calhoun                        | Comedy             | Warner Bros.   |
| The Man Who Found Himself    | Alfred E. Green      | Thomas Meighan, Virginia Valli, Frank Morgan         | Drama              | Paramount      |
| The Man Without a Conscience | James Flood          | Willard Louis, Irene Rich, June Marlowe              | Drama              | Warner Bros.   |
| The Man Without a Country    | Rowland V. Lee       | Edward Hearn, Pauline Starke                         | Drama              | Fox Film       |
| Manhattan Madness            | John McDermott       | Jack Dempsey, Estelle Taylor                         | Drama              | Independent    |
| The Manicure Girl            | Frank Tuttle         | Bebe Daniels, Edmund Burns                           | Romance            | Paramount      |
| The Mansion of Aching Hearts | James P. Hogan       | Ethel Clayton, Barbara Bedford, Priscilla Bonner     | Drama              | Independent    |
| Marriage in Transit          | Roy William Neill    | Edmund Lowe, Carole Lombard                          | Comedy             | Fox Film       |
| The Marriage Whirl           | Alfred Santell       | Corinne Griffith, Kenneth Harlan                     | Drama              | First National |
| Marry Me                     | James Cruze          | Florence Vidor, Edward Everett Horton                | Comedy             | Paramount      |
| The Masked Bride             | Christy Cabanne      | Mae Murray, Francis X. Bushman                       | Romance            | MGM            |
| The Meddler                  | Arthur Rosson        | William Desmond, Claire Anderson                     | Western            | Universal      |
| Men and Women                | William C. deMille   | Richard Dix, Claire Adams                            | Drama              | Paramount      |
| The Merry Widow              | Erich von Stroheim   | Mae Murray, John Gilbert, Roy D'Arcy                 | Comedy             | MGM            |
| The Midnight Flyer           | Tom Forman           | Cullen Landis, Dorothy Devore                        | Drama              | FBO            |
| The Midnight Girl            | Wilfred Noy          | Lila Lee, Bela Lugosi                                | Drama              | Independent    |
| Midnight Molly               | Lloyd Ingraham       | Evelyn Brent, Bruce Gordon                           | Drama              | FBO            |
| The Midshipman               | Christy Cabanne      | Ramon Novarro, Harriet Hammond                       | Romance            | MGM            |
| The Million Dollar Handicap  | Scott Sidney         | Edmund Burns, Ralph Lewis                            | Comedy             | PDC            |
| Miss Bluebeard               | Frank Tuttle         | Bebe Daniels, Robert Frazer                          | Comedy             | Paramount      |
| Mistaken Orders              | J. P. McGowan        | Helen Holmes, Jack Perrin                            | Action             | Rayart         |
| Moccasins                    | Robert N. Bradbury   | Bill Cody, Peggy O'Day                               | Western            | Independent    |
| The Monster                  | Roland West          | Lon Chaney, Gertrude Olmstead                        | Comedy horror      | MGM            |
| Morals for Men               | Bernard H. Hyman     | Conway Tearle, Agnes Ayres, Alyce Mills              | Drama              | Tiffany        |
| My Lady of Whims             | Dallas M. Fitzgerald | Clara Bow, Donald Keith                              | Comedy             | Independent    |
| My Lady's Lips               | James P. Hogan       | William Powell, Clara Bow                            | Drama              | Paramount      |
| My Son                       | Edwin Carewe         | Alla Nazimova, Jack Pickford                         | Drama              | First National |
| My Wife and I                | Millard Webb         | Irene Rich, Huntley Gordon                           | Drama              | Warner Bros.   |
| The Mysterious Stranger      | Jack Nelson          | Richard Talmadge, Josef Swickard, Carmelita Geraghty | Drama              | FBO            |
| The Mystic                   | Tod Browning         | Aileen Pringle, Conway Tearle                        | Thriller           | MGM            |

## N
| Titlu                      | Regizor(i)              | Actori                                          | Gen       | Note           |
| -------------------------- | ----------------------- | ----------------------------------------------- | --------- | -------------- |
| The Narrow Street          | William Beaudine        | Matt Moore, Dorothy Devore                      | Comedy    | Warner Bros.   |
| The Necessary Evil         | George Archainbaud      | Ben Lyon, Viola Dana                            | Drama     | First National |
| New Brooms                 | William C. deMille      | Neil Hamilton, Bessie Love, Phyllis Haver       | Comedy    | Paramount      |
| The New Champion           | B. Reeves Eason         | William Fairbanks, Edith Roberts                | Action    | Columbia       |
| The New Commandment        | Howard Higgin           | Blanche Sweet, Ben Lyon                         | War       | First National |
| New Lives for Old          | Clarence G. Badger      | Betty Compson, Wallace MacDonald                | Drama     | Paramount      |
| New Toys                   | John S. Robertson       | Richard Barthelmess, Clifton Webb               | Comedy    | First National |
| Never the Twain Shall Meet | Maurice Tourneur        | Anita Stewart, Bert Lytell                      | Drama     | MGM            |
| The Night Club             | Paul Iribe, Frank Urson | Raymond Griffith, Vera Reynolds, Wallace Beery  | Comedy    | Paramount      |
| Night Life of New York     | Allan Dwan              | Rod La Rocque, Dorothy Gish                     | Comedy    | Paramount      |
| No Man's Law               | Del Andrews             | Bob Custer, Ethan Laidlaw                       | Western   | FBO            |
| North Star                 | Paul Powell             | Virginia Lee Corbin, Stuart Holmes, Ken Maynard | Adventure | Pathé Exchange |
| Northern Code              | Leon De La Mothe        | Robert Ellis, Eva Novak                         | Adventure | Independent    |
| Not So Long Ago            | Sidney Olcott           | Betty Bronson, Ricardo Cortez                   | Comedy    | Paramount      |

## O
| Titlu                   | Regizor(i)          | Actori                                  | Gen     | Note           |
| ----------------------- | ------------------- | --------------------------------------- | ------- | -------------- |
| Off the Highway         | Tom Forman          | William V. Mong, Marguerite De La Motte | Drama   | PDC            |
| Oh Doctor!              | Harry A. Pollard    | Reginald Denny, Mary Astor              | Comedy  | Universal      |
| Old Clothes             | Edward F. Cline     | Jackie Coogan, Joan Crawford            | Drama   | MGM            |
| Old Home Week           | Victor Heerman      | Thomas Meighan, Lila Lee                | Comedy  | Paramount      |
| Old Shoes               | Frederick Stowers   | Noah Beery, ZaSu Pitts                  | Drama   | Independent    |
| On Thin Ice             | Malcolm St. Clair   | Tom Moore, Edith Roberts                | Crime   | Warner Bros.   |
| One of the Bravest      | Frank O'Connor      | Ralph Lewis, Edward Hearn               | Action  | Independent    |
| One Way Street          | John Francis Dillon | Ben Lyon, Anna Q. Nilsson, Marjorie Daw | Drama   | First National |
| One Year to Live        | Irving Cummings     | Aileen Pringle, Dorothy Mackaill        | Drama   | First National |
| The Only Thing          | Jack Conway         | Eleanor Boardman, Conrad Nagel          | Romance | MGM            |
| The Open Switch         | J. P. McGowan       | Helen Holmes, Jack Perrin               | Action  | Rayart         |
| The Other Woman's Story | B. F. Stanley       | Alice Calhoun, Robert Frazer            | Drama   | Independent    |
| The Outlaw's Daughter   | John B. O'Brien     | Josie Sedgwick, Edward Hearn            | Western | Universal      |
| Outwitted               | J. P. McGowan       | Helen Holmes, William Desmond           | Drama   | Independent    |
| The Overland Limited    | Frank O'Neill       | Malcolm McGregor, Olive Borden          | Action  | Independent    |

## P
| Titlu                        | Regizor(i)           | Actori                                       | Gen             | Note           |
| ---------------------------- | -------------------- | -------------------------------------------- | --------------- | -------------- |
| The Pace That Thrills        | Webster Campbell     | Ben Lyon, Mary Astor                         | Drama           | First National |
| Paint and Powder             | Hunt Stromberg       | Elaine Hammerstein, Theodore von Eltz        | Drama           | Independent    |
| Pampered Youth               | David Smith          | Cullen Landis, Ben Alexander                 | Drama           | Vitagraph      |
| The Parasite                 | Louis J. Gasnier     | Owen Moore, Madge Bellamy                    | Drama           | Independent    |
| Parisian Love                | Louis J. Gasnier     | Clara Bow, Donald Keith                      | Drama           | Independent    |
| Parisian Nights              | Alfred Santell       | Elaine Hammerstein, Gaston Glass             | Drama           | FBO            |
| The Part Time Wife           | Henry McCarty        | Alice Calhoun, Robert Ellis                  | Drama           | Independent    |
| Passionate Youth             | Dallas M. Fitzgerald | Beverly Bayne, Frank Mayo, Pauline Garon     | Drama           | Independent    |
| Paths to Paradise            | Clarence G. Badger   | Raymond Griffith, Betty Compson              | Comedy          | Paramount      |
| Peacock Feathers             | Svend Gade           | Jacqueline Logan, Cullen Landis, Ward Crane  | Drama           | Universal      |
| The People vs. Nancy Preston | Tom Forman           | Marguerite De La Motte, John Bowers          | Drama           | PDC            |
| Percy                        | Roy William Neill    | Charles Ray, Louise Dresser                  | Comedy          | Pathé Exchange |
| The Perfect Clown            | Fred C. Newmeyer     | Larry Semon, Dorothy Dwan, Oliver Hardy      | Comedy          | Independent    |
| Perils of the Rail           | J. P. McGowan        | Helen Holmes, Edward Hearn, Wilfrid North    | Action          | Independent    |
| The Phantom Express          | John G. Adolfi       | Ethel Shannon, David Butler                  | Action          | Independent    |
| Phantom of the Opera         | Rupert Julian        | Lon Chaney, Mary Philbin, Norman Kerry       | Horror          | Universal      |
| The Pinch Hitter             | Joseph Henabery      | Glenn Hunter, Constance Bennett              | Sports comedy   | Independent    |
| The Plastic Age              | Wesley Ruggles       | Clara Bow, Gilbert Roland                    | Dramatic Comedy | Independent    |
| Playing with Souls           | Ralph Ince           | Jacqueline Logan, Mary Astor, Clive Brook    | Drama           | First National |
| Pleasure Buyers              | Chester Withey       | Irene Rich, Clive Brook, Gayne Whitman       | Drama           | Warner Bros.   |
| The Police Patrol            | Burton L. King       | James Kirkwood, Edna Murphy                  | Crime           | Independent    |
| The Pony Express             | James Cruze          | Betty Compson, Ricardo Cortez, Wallace Beery | Western         | Paramount      |
| Ports of Call                | Denison Clift        | Edmund Lowe, Hazel Keener                    | Drama           | Fox Film       |
| The Prairie Pirate           | Edmund Mortimer      | Harry Carey, Robert Edeson                   | Western         | PDC            |
| The Prairie Wife             | Hugo Ballin          | Dorothy Devore, Herbert Rawlinson            | Western         | MGM            |
| Pretty Ladies                | Monta Bell           | ZaSu Pitts, Conrad Nagel                     | Comedy Drama    | MGM            |
| The Price of Pleasure        | Edward Sloman        | Virginia Valli, Norman Kerry, Louise Fazenda | Drama           | Universal      |
| The Price of Success         | Tony Gaudio          | Alice Lake, Lee Shumway                      | Drama           | Columbia       |
| The Pride of the Force       | Duke Worne           | Tom Santschi, Gladys Hulette                 | Action          | Rayart         |
| The Primrose Path            | Harry O. Hoyt        | Wallace MacDonald, Clara Bow                 | Drama           | Independent    |
| The Prince of Pep            | Jack Nelson          | Richard Talmadge, Nola Luxford               | Drama           | FBO            |
| Private Affairs              | Renaud Hoffman       | Gladys Hulette, Mildred Harris               | Drama           | PDC            |
| Proud Flesh                  | King Vidor           | Eleanor Boardman, Pat O'Malley               | Comedy drama    | MGM            |
| Pursued                      | Dell Henderson       | Gaston Glass, Marcella Daly                  | Drama           | Independent    |

## R
| Titlu                          | Regizor(i)                     | Actori                                               | Gen            | Note         |
| ------------------------------ | ------------------------------ | ---------------------------------------------------- | -------------- | ------------ |
| Raffles, the Amateur Cracksman | King Baggot                    | House Peters, Miss DuPont, Hedda Hopper              | Crime          | Universal    |
| The Rag Man                    | Edward F. Cline                | Jackie Coogan, Max Davidson                          | Drama          | MGM          |
| The Rainbow Trail              | Lynn Reynolds                  | Tom Mix, Anne Cornwall                               | Western        | Fox Film     |
| Ranchers and Rascals           | Leo D. Maloney                 | Leo D. Maloney, Josephine Hill                       | Comedy western | Independent  |
| Range Buzzards                 | Tom Gibson                     | Pete Morrison, Hazel Keener                          | Western        | Vitagraph    |
| The Range Terror               | William James Craft            | Bob Custer, Claire de Lorez                          | Western        | FBO          |
| Ranger of the Big Pines        | W. S. Van Dyke                 | Kenneth Harlan, Eugene Pallette, Helene Costello     | Western        | Vitagraph    |
| The Re-Creation of Brian Kent  | Sam Wood                       | Kenneth Harlan, Helene Chadwick, Mary Carr           | Drama          | Independent  |
| The Reckless Sex               | Alan James                     | Madge Bellamy, William Collier Jr., Wyndham Standing | Drama          | Independent  |
| Recompense                     | Harry Beaumont                 | Marie Prevost, Monte Blue                            | Drama          | Warner Bros. |
| Red Hot Tires                  | Erle C. Kenton                 | Monte Blue, Patsy Ruth Miller                        | Comedy         | Warner Bros. |
| The Red Kimona                 | Walter Lang, Dorothy Davenport | Priscilla Bonner, Carl Miller, Tyrone Power Sr       | Drama          | Independent  |
| The Red Rider                  | Clifford Smith                 | Jack Hoxie, Mary McAllister                          | Western        | Universal    |
| The Redeeming Sin              | J. Stuart Blackton             | Nazimova, Lou Tellegen                               | Drama          | Vitagraph    |
| A Regular Fellow               | A. Edward Sutherland           | Raymond Griffith, Mary Brian, Tyrone Power Sr        | Comedy         | Paramount    |
| Riders of the Purple Sage      | Lynn Reynolds                  | Tom Mix, Mabel Ballin, Warner Oland                  | Western        | Fox Film     |
| Ridin' Pretty                  | Arthur Rosson                  | William Desmond, Ann Forrest                         | Western        | Universal    |
| Ridin' the Wind                | Del Andrews                    | Fred Thomson, Jacqueline Gadsdon                     | Western        | FBO          |
| Ridin' Thunder                 | Clifford Smith                 | Jack Hoxie, Katherine Grant                          | Western        | Universal    |
| The Riding Comet               | Ben F. Wilson                  | Yakima Canutt, Dorothy Wood                          | Western        | FBO          |
| The Road Agent                 | J. P. McGowan                  | Al Hoxie, Lew Meehan                                 | Western        | Rayart       |
| The Road to Yesterday          | Cecil B. DeMille               | Joseph Schildkraut, Jetta Goudal, William Boyd       | Drama          | PDC          |
| A Roaring Adventure            | Clifford Smith                 | Jack Hoxie, Mary McAllister, Marin Sais              | Western        | Universal    |
| Rough Going                    | Wally Van                      | Franklyn Farnum, Vester Pegg                         | Comedy western | Independent  |
| Rose of the World              | Harry Beaumont                 | Patsy Ruth Miller, Allan Forrest, Pauline Garon      | Drama          | Warner Bros. |
| Rugged Water                   | Irvin Willat                   | Lois Wilson, Wallace Beery, Warner Baxter            | Drama          | Paramount    |

## S
| Titlu                       | Regizor(i)                   | Actori                                         | Gen             | Note           |
| --------------------------- | ---------------------------- | ---------------------------------------------- | --------------- | -------------- |
| Sackcloth and Scarlet       | Henry King                   | Alice Terry, Orville Caldwell                  | Drama           | Paramount      |
| Sagebrush Lady              | Horace B. Carpenter          | Eileen Sedgwick, Ben Corbett                   | Western         | Chesterfield   |
| Sally                       | Alfred E. Green              | Colleen Moore, Lloyd Hughes                    | Romantic comedy | First National |
| Sally, Irene and Mary       | Edmund Goulding              | Constance Bennett, Joan Crawford               | Romance         | MGM            |
| Sally of the Sawdust        | D. W. Griffith               | Carol Dempster, W. C. Fields                   | Comedy          | United Artists |
| Salome of the Tenements     | Sidney Olcott                | Jetta Goudal, Godfrey Tearle                   | Drama           | Paramount      |
| The Salvation Hunters       | Josef von Sternberg          | Georgia Hale, George K. Arthur                 | Drama           | United Artists |
| Santa Fe Pete               | Harry S. Webb                | Pete Morrison, Lew Meehan                      | Western         | Vitagraph      |
| Satan in Sables             | James Flood                  | Lowell Sherman, Pauline Garon                  | Drama           | Warner Bros.   |
| Scandal Proof               | Edmund Mortimer              | Shirley Mason, John Roche                      | Drama           | Fox Film       |
| Scandal Street              | Whitman Bennett              | Niles Welch, Madge Kennedy                     | Drama           | Independent    |
| Scar Hanan                  | Edward Linden, Ben F. Wilson | Yakima Canutt, Dorothy Wood                    | Western         | FBO            |
| The Scarlet Honeymoon       | Alan Hale                    | Shirley Mason, Pierre Gendron                  | Drama           | Fox Film       |
| Scarlet Saint               | George Archainbaud           | Mary Astor, Lloyd Hughes, Frank Morgan         | Drama           | First National |
| The Scarlet West            | John G. Adolfi               | Robert Frazer, Clara Bow                       | Historical      | First National |
| School for Wives            | Victor Halperin              | Conway Tearle, Sigrid Holmquist                | Drama           | Vitagraph      |
| Sealed Lips                 | Tony Gaudio                  | Dorothy Revier, Cullen Landis                  | Drama           | Columbia       |
| Seven Chances               | Buster Keaton                | Buster Keaton, T. Roy Barnes                   | Comedy          | MGM            |
| Seven Days                  | Scott Sidney                 | Lillian Rich, Creighton Hale, Lilyan Tashman   | Comedy          | PDC            |
| Seven Keys to Baldpate      | Fred C. Newmeyer             | Douglas MacLean, Edith Roberts                 | Thriller        | Paramount      |
| Seven Sinners               | Lewis Milestone              | Marie Prevost, Clive Brook                     | Crime comedy    | Warner Bros.   |
| The Shadow on the Wall      | B. Reeves Eason              | Eileen Percy, Creighton Hale                   | Mystery         | Independent    |
| She Wolves                  | Maurice Elvey                | Alma Rubens, Harry Myers                       | Drama           | Fox Film       |
| The Shield of Silence       | Leo D. Maloney               | Leo D. Maloney, Josephine Hill                 | Western         | Pathé Exchange |
| The Ship of Souls           | Charles Miller               | Bert Lytell, Lillian Rich, Gertrude Astor      | Western         | Independent    |
| The Shock Punch             | Paul Sloane                  | Richard Dix, Frances Howard                    | Drama           | Paramount      |
| Shore Leave                 | John S. Robertson            | Richard Barthelmess, Dorothy Mackaill          | Comedy          | First National |
| Siege                       | Svend Gade                   | Virginia Valli, Eugene O'Brien                 | Romance         | Universal      |
| The Sign of the Cactus      | Clifford Smith               | Jack Hoxie, Helen Holmes                       | Western         | Universal      |
| Silent Sanderson            | Scott R. Dunlap              | Harry Carey, Trilby Clark                      | Western         | PDC            |
| Silent Sheldon              | Harry S. Webb                | Jack Perrin, Josephine Hill                    | Western         | Rayart         |
| Simon the Jester            | George Melford               | Eugene O'Brien, Lillian Rich                   | Drama           | PDC            |
| The Sky Raider              | T. Hayes Hunter              | Jacqueline Logan, Gladys Walton                | Drama           | Independent    |
| A Slave of Fashion          | Hobart Henley                | Norma Shearer, Lew Cody                        | Comedy          | MGM            |
| Smilin' at Trouble          | Harry Garson                 | Maurice "Lefty" Flynn, Helen Lynch             | Drama           | FBO            |
| Smooth as Satin             | Ralph Ince                   | Evelyn Brent, Bruce Gordon                     | Drama           | FBO            |
| Smouldering Fires           | Clarence Brown               | Laura La Plante, Malcolm McGregor              | Drama           | Universal      |
| The Snob Buster             | Albert S. Rogell             | Reed Howes, Wilfred Lucas                      | Drama           | Rayart         |
| Soft Shoes                  | Lloyd Ingraham               | Harry Carey, Lillian Rich                      | Drama           | PDC            |
| Soiled                      | Fred Windemere               | Kenneth Harlan, Vivian Martin, Mildred Harris  | Sports          | Independent    |
| Some Pun'kins               | Jerome Storm                 | Charles Ray, George Fawcett                    | Comedy          | Independent    |
| A Son of His Father         | Victor Fleming               | Bessie Love, Warner Baxter                     | Western         | Paramount      |
| S.O.S. Perils of the Sea    | James P. Hogan               | Elaine Hammerstein, Robert Ellis               | Thriller        | Columbia       |
| Soul Mates                  | Jack Conway                  | Aileen Pringle, Edmund Lowe                    | Drama           | MGM            |
| Soul-Fire                   | John S. Robertson            | Richard Barthelmess, Bessie Love               | Drama           | First National |
| Souls for Sables            | James C. McKay               | Claire Windsor, Eugene O'Brien                 | Drama           | Tiffany        |
| The Spaniard                | Raoul Walsh                  | Ricardo Cortez, Jetta Goudal                   | Drama           | Paramount      |
| Speed                       | Edward LeSaint               | Betty Blythe, Pauline Garon                    | Drama           | Independent    |
| The Speed Demon             | Robert N. Bradbury           | Kenneth MacDonald, Peggy Montgomery            | Action          | Independent    |
| Speed Mad                   | Jay Marchant                 | William Fairbanks, Edith Roberts               | Action          | Columbia       |
| Speed Wild                  | Harry Garson                 | Maurice 'Lefty' Flynn, Ethel Shannon           | Drama           | FBO            |
| The Splendid Crime          | William C. deMille           | Bebe Daniels, Neil Hamilton                    | Crime           | Paramount      |
| The Splendid Road           | Frank Lloyd                  | Lionel Barrymore, Marceline Day                | Western         | First National |
| Spook Ranch                 | Edward Laemmle               | Hoot Gibson, Helen Ferguson                    | Western         | Universal      |
| The Sporting Chance         | Oscar Apfel                  | Lou Tellegen, Dorothy Phillips                 | Sports          | Tiffany        |
| The Sporting Life           | Maurice Tourneur             | Bert Lytell, Marian Nixon                      | Sports          | Universal      |
| The Sporting Venus          | Marshall Neilan              | Blanche Sweet, Ronald Colman                   | Romance         | MGM            |
| Stage Struck                | Allan Dwan                   | Gloria Swanson, Lawrence Gray                  | Comedy          | Paramount      |
| Stampede Thunder            | Tom Gibson                   | Pete Morrison, Betty Goodwin                   | Western         | Vitagraph      |
| Starlight, the Untamed      | Harry S. Webb                | Jack Perrin, Josephine Hill                    | Adventure       | Rayart         |
| Steel Preferred             | James P. Hogan               | Vera Reynolds, William Boyd                    | Drama           | PDC            |
| Steele of the Royal Mounted | David Smith                  | Bert Lytell, Stuart Holmes                     | Western         | Vitagraph      |
| Stella Dallas               | Henry King                   | Ronald Colman, Belle Bennett                   | Drama           | United Artists |
| Stella Maris                | Charles Brabin               | Mary Philbin, Elliott Dexter                   | Drama           | Universal      |
| Steppin' Out                | Frank R. Strayer             | Dorothy Revier, Ford Sterling                  | Comedy          | Columbia       |
| Stop Flirting               | Scott Sidney                 | Wanda Hawley, John T. Murray                   | Comedy          | PDC            |
| The Storm Breaker           | Edward Sloman                | House Peters, Ruth Clifford                    | Drama           | Universal      |
| Straight Through            | Arthur Rosson                | William Desmond, Marguerite Clayton            | Western         | Universal      |
| The Street of Forgotten Men | Herbert Brenon               | Percy Marmont, Louise Brooks                   | Drama           | Paramount      |
| The Substitute Wife         | Wilfred Noy                  | Jane Novak, Niles Welch                        | Drama           | Independent    |
| Sun-Up                      | Edmund Goulding              | Pauline Starke, Conrad Nagel, Lucille La Verne | Drama           | MGM            |
| Super Speed                 | Al Rogell                    | Reed Howes, Mildred Harris                     | Comedy          | Rayart         |
| The Swan                    | Dimitri Buchowetzki          | Frances Howard, Adolphe Menjou                 | Romantic comedy | Paramount      |

## T
| Titlu                       | Regizor(i)                   | Actori                                                      | Gen                   | Note           |
| --------------------------- | ---------------------------- | ----------------------------------------------------------- | --------------------- | -------------- |
| The Talker                  | Alfred E. Green              | Anna Q. Nilsson, Lewis Stone                                | Drama                 | First National |
| The Taming of the West      | Arthur Rosson                | Hoot Gibson, Marceline Day                                  | Western               | Universal      |
| Tearin' Loose               | Richard Thorpe               | Hal Taliaferro, Jean Arthur                                 | Western               | Independent    |
| Tearing Through             | Arthur Rosson                | Richard Talmadge, Kathryn McGuire                           | Action                | FBO            |
| The Teaser                  | William A. Seiter            | Laura La Plante, Pat O'Malley, Hedda Hopper. Walter McGrail | Romantic Comedy/Drama | Universal      |
| Tessie                      | Dallas M. Fitzgerald         | May McAvoy, Lee Moran                                       | Comedy                | Independent    |
| The Texas Bearcat           | B. Reeves Eason              | Bob Custer, Sally Rand                                      | Western               | FBO            |
| The Texas Trail             | Scott R. Dunlap              | Harry Carey, Ethel Shannon                                  | Western               | PDC            |
| Thank You                   | John Ford                    | Alec B. Francis, Jacqueline Logan                           | Comedy                | Fox Film       |
| That Devil Quemado          | Del Andrews                  | Fred Thomson, Nola Luxford                                  | Western               | FBO            |
| That Man Jack!              | William James Craft          | Bob Custer, Mary Beth Milford                               | Western               | FBO            |
| That Royle Girl             | D. W. Griffith               | Carol Dempster, W. C. Fields                                | Comedy                | Paramount      |
| The Thoroughbred            | Oscar Apfel                  | Theodore von Eltz, Gladys Hulette                           | Sports                | Independent    |
| A Thief in Paradise         | George Fitzmaurice           | Doris Kenyon, Ronald Colman, Aileen Pringle                 | Drama                 | First National |
| Three in Exile              | Fred Windemere               | Louise Lorraine, Art Acord                                  | Western               | Independent    |
| Three of a Kind             | F. Harmon Weight             | Evelyn Brent, Fanny Midgley                                 | Crime                 | FBO            |
| Three Weeks in Paris        | Roy Del Ruth                 | Matt Moore                                                  | Comedy                | Warner Bros.   |
| Thunder Mountain            | Victor Schertzinger          | Madge Bellamy, Leslie Fenton                                | Drama                 | First National |
| The Thundering Herd         | William K. Howard            | Jack Holt, Lois Wilson, Noah Beery Sr.                      | Western               | Paramount      |
| Tides of Passion            | J. Stuart Blackton           | Mae Marsh, Laska Winter                                     | Drama                 | Vitagraph      |
| The Timber Wolf             | W. S. Van Dyke               | Buck Jones, Elinor Fair                                     | Western               | Fox Film       |
| Time, the Comedian          | Robert Z. Leonard            | Mae Busch, Lew Cody                                         | Drama                 | MGM            |
| Tomorrow's Love             | Paul Bern                    | Agnes Ayres, Raymond Hatton                                 | Comedy                | Paramount      |
| Too Many Kisses             | Paul Sloane                  | Richard Dix, Frances Howard                                 | Comedy                | Paramount      |
| The Top of the World        | George Melford               | James Kirkwood, Anna Q. Nilsson                             | Drama                 | Paramount      |
| The Tower of Lies           | Victor Sjostrom              | Norma Shearer, Lon Chaney                                   | Drama                 | MGM            |
| Tracked in the Snow Country | Herman C. Raymaker           | June Marlowe, David Butler                                  | Adventure             | Warner Bros.   |
| The Trail Rider             | W. S. Van Dyke               | Buck Jones, Nancy Deaver                                    | Western               | Fox Film       |
| The Train Wreckers          | J. P. McGowan                | Helen Holmes, Franklyn Farnum                               | Drama                 | Independent    |
| Triple Action               | Tom Gibson                   | Pete Morrison, Trilby Clark                                 | Western               | Universal      |
| The Trouble with Wives      | Malcolm St. Clair            | Florence Vidor, Esther Ralston                              | Comedy                | Paramount      |
| Tumbleweeds                 | William S. Hart, King Baggot | William S. Hart                                             | Western               | United Artists |
| Two-Fisted Jones            | Edward Sedgwick              | Jack Hoxie, Kathryn McGuire                                 | Western               | Universal      |

## U-V
| Titlu                  | Regizor(i)      | Actori                                               | Gen          | Note           |
| ---------------------- | --------------- | ---------------------------------------------------- | ------------ | -------------- |
| The Unchastened Woman  | James Young     | Theda Bara, Wyndham Standing                         | Drama        | Independent    |
| Under the Rouge        | Lewis H. Moomaw | Eileen Percy, Tom Moore                              | Drama        | Independent    |
| The Unguarded Hour     | Lambert Hillyer | Milton Sills, Doris Kenyon                           | Comedy drama | First National |
| The Unholy Three       | Tod Browning    | Lon Chaney, Mae Busch, Victor McLaglen               | Crime        | MGM            |
| The Unknown Lover      | Victor Halperin | Elsie Ferguson, Frank Mayo, Mildred Harris           | Drama        | Vitagraph      |
| The Unnamed Woman      | Harry O. Hoyt   | Katherine MacDonald, Herbert Rawlinson, Wanda Hawley | Drama        | Independent    |
| The Unwritten Law      | Edward LeSaint  | Elaine Hammerstein, Forrest Stanley                  | Crime        | Columbia       |
| Up the Ladder          | Edward Sloman   | Virginia Valli, Forrest Stanley                      | Drama        | Universal      |
| The Vanishing American | George B. Seitz | Richard Dix, Lois Wilson, Noah Beery                 | Western      | Paramount      |

## W
| Titlu                      | Regizor(i)                      | Actori                                        | Gen          | Note           |
| -------------------------- | ------------------------------- | --------------------------------------------- | ------------ | -------------- |
| Wages for Wives            | Frank Borzage                   | Jacqueline Logan, Creighton Hale              | Comedy       | Fox Film       |
| Waking Up the Town         | James Cruze                     | Jack Pickford, Claire McDowell, Norma Shearer | Comedy       | United Artists |
| The Wall St. Whizz         | Jack Nelson                     | Richard Talmadge, Marceline Day               | Drama        | FBO            |
| The Wanderer               | Raoul Walsh                     | Greta Nissen, Wallace Beery, Tyrone Power Sr  | Drama        | Paramount      |
| Wandering Fires            | Maurice S. Campbell             | Constance Bennett, George Hackathorne         | Drama        | FBO            |
| Wandering Footsteps        | Phil Rosen                      | Alec B. Francis, Estelle Taylor               | Drama        | Independent    |
| Wasted Lives               | John Gorman                     | Cullen Landis, Edith Roberts                  | Drama        | Independent    |
| The Way of a Girl          | Robert G. Vignola               | Eleanor Boardman, Matt Moore                  | Drama        | MGM            |
| We Moderns                 | John Francis Dillon             | Colleen Moore, Jack Mulhall                   | Comedy       | First National |
| Webs of Steel              | J.P. McGowan                    | Helen Holmes, Bruce Gordon                    | Thriller     | Independent    |
| The Wedding Song           | Alan Hale                       | Leatrice Joy, Robert Ames, Charles K. Gerrard | Drama        | PDC            |
| Welcome Home               | James Cruze                     | Lois Wilson, Warner Baxter                    | Drama        | Paramount      |
| West of Arizona            | Tom Gibson                      | Pete Morrison, Beth Darlington                | Western      | Vitagraph      |
| What Fools Men             | George Archainbaud              | Lewis Stone, Shirley Mason                    | Drama        | First National |
| The Wheel                  | Victor Schertzinger             | Margaret Livingston, Harrison Ford            | Drama        | Fox Film       |
| When Husbands Flirt        | William A. Wellman              | Dorothy Revier, Forrest Stanley               | Comedy       | Columbia       |
| When the Door Opened       | Reginald Barker                 | Jacqueline Logan, Walter McGrail              | Drama        | Fox Film       |
| Where Was I?               | William A. Seiter               | Reginald Denny, Marian Nixon                  | Comedy       | Universal      |
| The White Desert           | Reginald Barker                 | Claire Windsor, Robert Frazer                 | Drama        | MGM            |
| White Fang                 | Laurence Trimble                | Theodore von Eltz, Ruth Dwyer                 | Adventure    | FBO            |
| The White Monkey           | Phil Rosen                      | Barbara La Marr, Thomas Holding               | Drama        | First National |
| White Thunder              | Ben F. Wilson                   | Yakima Canutt, Lew Meehan                     | Western      | FBO            |
| The White Outlaw           | Clifford Smith                  | Jack Hoxie, Marceline Day                     | Western      | Universal      |
| Who Cares                  | David Kirkland                  | Dorothy Devore, William Haines                | Drama        | Columbia       |
| Who's Your Friend          | Forrest Sheldon                 | Francis X. Bushman Jr., Jimmy Aubrey          | Comedy       | Independent    |
| Why Women Love             | Edwin Carewe                    | Blanche Sweet, Robert Frazer                  | Drama        | First National |
| The Wife Who Wasn't Wanted | James Flood                     | Irene Rich, Huntley Gordon                    | Drama        | Warner Bros.   |
| The Wild Bull's Lair       | Del Andrews                     | Fred Thomson, Herbert Prior                   | Western      | FBO            |
| Wild Horse Canyon          | Ben F. Wilson                   | Yakima Canutt, Helene Rosson                  | Western      | Independent    |
| Wild Horse Mesa            | George B. Seitz                 | Jack Holt, Noah Beery, Billie Dove            | Western      | Paramount      |
| Wild Justice               | Chester Franklin                | Frank Hagney, George Sherwood                 | Adventure    | United Artists |
| Wild, Wild Susan           | A. Edward Sutherland            | Bebe Daniels, Rod La Rocque                   | Comedy       | Paramount      |
| Wildfire                   | T. Hayes Hunter                 | Aileen Pringle, Edna Murphy                   | Drama        | Vitagraph      |
| The Winding Stair          | John Griffith Wray              | Alma Rubens, Edmund Lowe, Warner Oland        | Drama        | Fox Film       |
| Winds of Chance            | Frank Lloyd                     | Anna Q. Nilsson, Ben Lyon                     | Adventure    | First National |
| Wings of Youth             | Emmett J. Flynn                 | Ethel Clayton, Madge Bellamy, Charles Farrell | Drama        | Fox Film       |
| Winning a Woman            | Harry S. Webb                   | Jack Perrin, Josephine Hill                   | Action       | Rayart         |
| With This Ring             | Fred Windemere                  | Alyce Mills, Forrest Stanley                  | Drama        | Independent    |
| Without Mercy              | George Melford                  | Dorothy Phillips, Vera Reynolds               | Drama        | PDC            |
| Wizard of Oz               | Larry Semon                     | Bryant Washburn, Dorothy Dwan                 | Fantasy      | Independent    |
| Wolf Blood                 | George Chesebro, Bruce Mitchell | George Chesebro, Marguerite Clayton           | Horror       | Independent    |
| Womanhandled               | Gregory La Cava                 | Richard Dix, Esther Ralston                   | Comedy       | Paramount      |
| The Woman Hater            | James Flood                     | Helene Chadwick, Clive Brook                  | Drama        | Warner Bros.   |
| A Woman of the World       | Mal St. Clair                   | Pola Negri, Holmes Herbert                    | Comedy drama | Paramount      |
| A Woman's Faith            | Edward Laemmle                  | Alma Rubens, Percy Marmont, Jean Hersholt     | Drama        | Universal      |
| Women and Gold             | James P. Hogan                  | Frank Mayo, Sylvia Breamer                    | Drama        | Independent    |
| The Wrongdoers             | Hugh Dierker                    | Lionel Barrymore, Anne Cornwall               | Drama        | Independent    |
| The Wyoming Wildcat        | Robert De Lacey                 | Tom Tyler, Ethan Laidlaw                      | Western      | FBO            |

## Y-Z
| Titlu               | Regizor(i)       | Actori                                     | Gen    | Note   |
| ------------------- | ---------------- | ------------------------------------------ | ------ | ------ |
| Youth and Adventure | James W. Horne   | Richard Talmadge, Margaret Landis          | Comedy | FBO    |
| Youth's Gamble      | Albert S. Rogell | Reed Howes, Margaret Morris                | Action | Rayart |
| Zander the Great    | George W. Hill   | Marion Davies, Emily Fitzroy, Hedda Hopper | Drama  | MGM    |